# Allaman
Allaman este un oraș în districtul Morges, cantonul Vaud, Elveția.